# Présentateur vedette : La Légende de Ron Burgundy
Série
Wake Up, Ron Burgundy: The Lost Movie
(2004)
Pour plus de détails, voir Fiche technique et Distribution.
Présentateur vedette : La Légende de Ron Burgundy (Anchorman: The Legend of Ron Burgundy) est un film américain réalisé par Adam McKay, sorti en 2004.

## Synopsis
Durant les années 1970, Ron Burgundy, présentateur vedette, règne en maître sur San Diego avec toute son équipe : Brian Fantana, reporter, Brick Tamland, présentateur météo et Champ Kind, journal des sports. Mais l'arrivée de la journaliste Veronica Corningstone parmi l'équipe de Channel 4 vient chambouler la hiérarchie. Les hostilités entre Ron et Veronica éclatent alors pour devenir le présentateur du journal.

## Fiche technique
Sauf indication contraire, les informations mentionnées dans cette section peuvent être confirmées par les bases de données cinématographiques IMDb et Allociné,  présentes dans la section « Liens externes ».
- Titre original : Anchorman: The Legend of Ron Burgundy
- Titre français : Présentateur vedette: la légende de Ron Burgundy
- Réalisation : Adam McKay
- Scénario : Will Ferrell et Adam McKay
- Musique : Alex Wurman
- Direction artistique : Gregg Davidson et Virginia L. Randolph
- Décors : Clayton Hartley
- Costumes : Debra McGuire
- Photographie : Thomas E. Ackerman
- Son : Bob Beemer, William Martel Jr., Scott Millan, Erin Michael Rettig
- Montage : Brent White (en)
- Production : Judd Apatow
  - Production déléguée : Shauna Robertson et David O. Russell
  - Coproduction : David B. Householter
- Sociétés de production : Apatow Productions et Herzog-Cowen Entertainment, présenté par Dreamworks Pictures
- Sociétés de distribution : Dreamworks Distribution (États-Unis) ; United International Pictures (France)
- Budget : 26 millions USD[1],[2]
- Pays de production :  États-Unis
- Langues originales : anglais, français, espagnol
- Format : couleur (Technicolor) — 35 mm — 1,85:1 (Panavision) — son DTS / Dolby Digital / SDDS
- Genre : comédie
- Durée : 94 minutes ; 97 minutes (version non censurée)
- Dates de sortie[3] :
  - États-Unis : 9 juillet 2004
  - Québec : 16 juillet 2004[4]
  - France : 18 mai 2005[5]
- Classification[6] :
  - États-Unis : accord parental recommandé, film déconseillé aux moins de 13 ans (PG-13 - Parents Strongly Cautioned)[N 1]
  - France : tous publics[7]
  - Québec : tous publics - déconseillé aux jeunes enfants (G - General Rating)[4]

## Distribution
- Will Ferrell (VF : Philippe Vincent) : Ron Burgundy
- Christina Applegate (VF : Caroline Maillard) : Veronica Corningstone
- Paul Rudd (VF : Gérard Malabat) : Brian Fantana
- Steve Carell (VF : Éric Chevalier) : Brick Tamland
- David Koechner (VF : Daniel Kenigsberg) : Champ Kind
- Fred Willard (VF : Michel Clainchy) : Ed Harken, le directeur des informations de Channel 4
- Bill Kurtis (en) (VF : Marc Alfos) : Bill Lawson, le narrateur (voix)
- Chris Parnell : Garth Holliday, l'assistant d'Harken
- Kathryn Hahn : Helen
- Fred Armisen (VF : Mathieu Buscatto) : Tino
- Seth Rogen (VF : Sam Salhi) : Scottie, le caméraman
- Danny Trejo (VF : Christian Pélissier) : le barman

Caméos :
- Luke Wilson (VF : Xavier Fagnon) : Frank Vitchard, présentateur des nouvelles de Channel 2
- Ben Stiller (VF : Emmanuel Curtil) : Arturo Mendez
- Vince Vaughn (VF : Patrick Osmond) : Wes Mantooth, présentateur des nouvelles de KQHS Channel 9
- Jack Black (VF : Christophe Lemoine) : le motard
- Tim Robbins (VF : Bruno Choël) : le reporter de TV News

Source et légende : version française (VF) sur Doublagissimo

## Production

### Genèse et développement
Le duo Will Ferrell et Adam McKay a écrit plus de vingt scénarios différents pour ce film. La plupart des acteurs ont finalement improvisé la plupart de leurs répliques.
Au départ, le film devait raconter l'histoire d'une bande de présentateurs télé perdus dans une montagne après le crash de leur avion.
Ce film est la première partie de la trilogie Mediocre American Man Trilogy. Il est suivi par Anchorman 2 : The Legend Continues et Wake Up, Ron Burgundy: The Lost Movie.

### Attribution des rôles
John C. Reilly, Ed Harris, Dan Aykroyd et Alec Baldwin ont été approchés par la production pour figurer dans le film.
Il s'agit du premier long-métrage réalisé par Adam McKay.
Will Ferrell et Adam McKay se sont rencontres au Saturday Night Live et ont décidé de tourner vite un film ensemble.
Ce film réunit sept membres du Frat Pack (Will Ferrell, Steve Carell, Jack Black, Vince Vaughn, Paul Rudd, Luke Wilson et Ben Stiller.)

### Tournage
Le tournage a eu lieu du 7 juillet à septembre 2003 à Long Beach, San Diego et Los Angeles, en Californie. Bon nombre des acteurs ainsi que Will Ferrell ont improvisé et ont fait parfois jusqu'à 20 versions différentes de lignes du script.

## Accueil

### Accueil critique
Lors des Razzie Awards 2005, Ben Stiller est nommé comme pire acteur de 2004 pour un ensemble de films dont celui-ci,.

### Box-office
| Pays                  | Box-office         | Nombre de semaines | Liens |
| Box-office États-Unis | 85 288 303 dollars | 6 sem.             |       |
| Box-office Mondial    | 90 574 188 dollars | -                  |       |
| Box-office France     | 2 808 entrées      | ? sem.             |       |

## Distinctions

### Récompense
- BMI Film and TV Awards 2005 : Prix BMI de la meilleure musique de film pour Alex Wurman

### Nominations

#### 2004
- California on Location Awards : meilleur régisseur général de l'année pour Jeremy Alter
- Golden Schmoes Awards :
  - Meilleur film de comédie de l'année
  - Scène la plus mémorable d'un film pour la séquence du grondement des journalistes
- Teen Choice Awards : meilleur film de l'été

#### 2005
- AARP Movies for Grownups Awards : meilleur film pour les adultes qui refusent de grandir
- MTV Movie & TV Awards : 
  - Meilleure performance comique pour Will Ferrell
  - Meilleure équipe à l'écran pour Will Ferrell, Paul Rudd, Steve Carell et David Koechner
  - Meilleur combat pour la bataille des équipes de presse
  - Meilleure performance musicale pour Will Ferrell, Paul Rudd, Fred Armisen et Steve Carell (pour Afternoon Delight)
- People's Choice Awards : comédie préférée
- Teen Choice Awards :
  - Meilleur acteur dans un film de comédie pour Will Ferrell
  - Meilleur combat pour Will Ferrell (séquence de Ron Burgundy contre d'autres présentateurs de nouvelles)

### Autre
En septembre 2011, Time Out London publie un top 100 des meilleurs films de comédie, le film se retrouve en 6e position.

## Éditions en vidéo
En France, le film Présentateur vedette : La Légende de Ron Burgundy est sorti en DVD le 17 janvier 2006. Par la suite, le film est ressorti en DVD le 1er août 2006 et en VOD le 16 juin 2019.

## Suites
- En 2004, le film Wake Up, Ron Burgundy: The Lost Movie a été assemblé avec des scènes coupées de Présentateur vedette : La Légende de Ron Burgundy, et est sortie directement en DVD aux États-Unis le 28 décembre 2004.
- En 2012, Will Ferrell a confirmé sur un plateau télé qu'il y aurait bien une suite à Presentateur vedette, toujours réalisé par Adam McKay et produit par Judd Apatow[15]. Le premier poster teaser officiel du film révèle le titre de ce second opus, Légendes vivantes[16]. En mai 2012, une bande-annonce teaser est diffusée sur Funny or Die..., le site de Ferrell, ainsi qu'une bande-annonce alternative attachée à celle de The Dictator. Le film est sorti aux États-Unis le 20 décembre 2013[17] et en France directement en DVD et bluray le 4 juin 2014.